# El arte y la revolución
El arte y la revolución es un libro de ensayos del escritor peruano César Vallejo, donde reflexiona sobre el papel del arte dentro del marco de la revolución marxista. Fue escrito a fines de la década de 1920 y comienzos de la de 1930, pero el autor no logró en vida que alguna editorial lo publicara. Fue editado décadas después, junto con otro volumen de ensayos y escritos diversos titulado "Contra el secreto profesional" (Lima, Editorial Mosca Azul, 1973, prologada por Georgette Vallejo, viuda del escritor).

## Contexto
Hacia 1927, Vallejo empezó a interesarse en el marxismo y la revolución comunista, lo que se acentuará y definirá luego de sus dos viajes a la Unión Soviética (octubre de 1928 y octubre de 1929). Fue entonces cuando se propuso hacer un aporte teórico: una redefinición de la estética en el contexto de la revolución socialista, en otras palabras, la creación de una estética marxista. Comenzó entonces a esbozar el libro, al cual denominaba entonces “libro de pensamientos”. 
Según los datos aportados por Georgette Vallejo, el escritor empezó el proyecto a fines de 1929 y trabajó concienzudamente a lo largo del año 1930. A principios de 1932 y deseando darlo a la prensa, sometió el escrito a revisión. En una carta fechada en enero de 1932, Vallejo le escribió a Georgette: “Estoy corrigiendo “El arte y la revolución”. Ya con las correcciones y modificaciones que he hecho, el contenido, el alcance y el valor sustantivo del libro –como pensamiento y acción revolucionaria– ha quedado de lo más logrado”.
Vallejo intentó que su obra fuera editada por la Editorial Plutarco, de Madrid. No lo logró. El original aparece fechado en “Madrid, febrero de 1932”. Sin embargo, siguió revisándolo y corrigiéndolo, como lo prueba el añadido de “París, 1934”. Los múltiples intentos que hizo para encontrar una editorial interesada en su libro fracasaron estrepitosamente. La razón del rechazo debió ser por el hecho de tratarse de una obra de marcado contenido marxista y revolucionario.

## Datos complementarios
El arte y la revolución viene a ser en gran medida una recopilación de artículos sobre arte que Vallejo publicara como colaboraciones pagadas en revistas y periódicos entre 1926 y 1931 (como Mundial, Variedades, El Comercio, etc.), pero que fueron rehechos o refundidos por el autor para conceder relieve a la dimensión política del arte y del artista, frente a la necesidad de una revolución proletaria a escala mundial.
Al final de unas notas introductorias del original figura una frase del autor que algunos medios comunistas en el Perú popularizaron: “Fui a Rusia antes que nadie”.

## Crítica y aporte
Vallejo no alcanzó a formular una teoría estética sistemática, pues le faltó el vuelo teórico y el poder analítico que demanda tal labor. Debemos sin embargo destacar que en sus escritos se trasluce un marxismo crítico y creador, alejado del dogmatismo; en ese sentido se parece mucho a su gran amigo y colega peruano José Carlos Mariátegui. 
Y dentro de su intento de construir una estética marxista, el aporte mayor de Vallejo fue hacer la distinción entre: a) el arte burgués o capitalista; b) el arte proletario o bolchevique; y c) el arte socialista. Los dos primeros serían expresiones clasistas, orientadas ya sea a los intereses del imperialismo capitalista, ya sea a los de la revolución bolchevique. En cambio, el “arte socialista” iría más allá de los intereses de clase y de las coyunturas históricas, y respondería a un “concepto universal de masa y a sentimientos, ideas e intereses comunes –para emplear justamente el epíteto derivado del sustantivo comunismo- a todos los hombres sin excepción ¿Quiénes son todos los individuos sin excepción? En esta denominación entran los individuos cuya vida se caracteriza por la preponderancia de los valores humanos sobre los valores de la bestia”. 
El arte socialista viene pues a ser universal y perdurable, dirigida a todos los hombres “humanos” y donde acceden todos los grandes artistas sin distinción social. El mismo Vallejo, ya en el plano poético, dio ejemplos portentosos de “arte socialista” con sus "Poemas humanos" y "España, aparta de mí este cáliz".